# Lasiocercis parvula
Lasiocercis parvula är en skalbaggsart som beskrevs av Stefan von Breuning 1965. Lasiocercis parvula ingår i släktet Lasiocercis och familjen långhorningar.
Artens utbredningsområde är Madagaskar. Inga underarter finns listade i Catalogue of Life.